# Moçambique i olympiska sommarspelen 2000
Moçambique deltog i de olympiska sommarspelen 2000 med en trupp bestående av fem deltagare, två män och tre kvinnor, och de tog totalt en medalj.

## Medaljer

### Guld
- Maria Mutola - Friidrott, 800 m

## Friidrott
Herrarnas 800 meter
- Jorge Duvane
  - Omgång 1 — 1:52.97 (→ gick inte vidare)

Damernas 800 meter
- Maria de Lurdes Mutola
  - Omgång 1 — 1:59.88
  - Semifinal — 1:58.86
  - Final — 1:56.15 (→  Guld)

- Tina Paulino
  - Omgång 1 — (fullföljde inte)